# Hôtel Mondial
L'ancien hôtel Mondial, aussi appelé Mondial hôtel, aujourd'hui une résidence privée, est un ancien hôtel de Vichy, dans le département de l'Allier. L'immeuble en béton de style Art déco est édifié en 1928, à l'angle de la rue de Paris (au no 39) et de la rue Dubessay. Une partie du bâtiment est inscrite aux monuments historiques.

## Description
D'une hauteur de sept étages, il comporte des pilastres d'angle dont la base est festonnée, des avant-corps cannelées sur les côtés avec une alternance de travées nues et de travées à balcons. Le vestibule d'entrée est décoré de panneaux peints représentant des paysages tropicaux avec perroquets. 
Situé entre la gare et le centre-ville, il était le seul hôtel de grande hauteur non situé dans le quartier thermal.   

## Histoire
À l'angle de la rue de Paris et de la rue Dubessay, se trouvait l'hôtel de l'Espérance, construit en 1870. Après plusieurs changements de propriétaires, il est racheté en 1925 par un couple, les Méchin-Busset, déjà propriétaires de l'hôtel du Louvre, situé en centre-ville. Ils décident de le détruire pour reconstruire un hôtel plus haut-de-gamme (il sera classé 2A) et de lui donner un nouveau nom : hôtel Mondial. Ce nouvel hôtel est l'œuvre de l'architecte vichyssois Gilbert Brière,, et est construit par l'entreprise Chaumeny, entreprise locale du bâtiment qui construira plusieurs bâtiments à Vichy dont le marché couvert et la poste,,.
Pendant la Seconde Guerre mondiale, le gouvernement et ses administrations s'installent à Vichy et les principaux hôtels sont réquisitionnés. Le ministère de l'Agriculture et du Ravitaillement s'installe alors au Mondial, avec plusieurs de ses services. Le ministre de l'Agriculture et du Ravitaillement Jacques Le Roy Ladurie et le secrétaire d'État à l'Agriculture Max Bonnafous y ont leur bureau.  
Le Service des sociétés secrètes, une sorte de police politique du régime en charge entre autres de la lutte contre la franc-maçonnerie, occupant initialement la villa Jurietti, au 11 rue Hubert-Colombier, s'y installera aussi plus tardivement,. La revue Documents maçonniques y est alors éditée. Peu avant la chute du régime, à l'été 1944, le service brûlera ses archives dans la chaudière de l'hôtel. Après la libération de la ville, l'hôtel devient l'un des PC des FFI et servira aux interrogatoires lors de l'« épuration ».
Après guerre, il est racheté par René Poulossier, le propriétaire de l'hôtel du Beaujolais, qui le revend en appartements en 1959. Le rez-de-chaussée abritera à partir de 1960 une armurerie, « Aux Armes de Saint-Étienne ». En 2019, il était occupé par une agence immobilière.
Depuis un arrêté du 4 mars 1991, les façades, les toitures, le vestibule d'entrée et la cage d'ascenseur sont inscrits au titre des Monuments historiques.